# بريت كيلي
بريت كيلي (بالإنجليزية: Brett Kelly) هو لاعب دوري الرغبي أسترالي، ولد في 27 فبراير 1983 في Eden, New South Wales ‏ في أستراليا.